# Síndrome de cancro hereditário da mama e ovário
Os síndromes de cancro hereditário da mama e ovário (HBOC - Hereditary breast–ovarian cancer syndrome) são síndromes de cancro que produzem quantidades superiores ao normal de cancro da mama e cancro dos ovários em famílias geneticamente relacionadas.